# Rhudara flava
Rhudara flava är en fjärilsart som beskrevs av Paul Thiaucourt 1996. Rhudara flava ingår i släktet Rhudara och familjen tandspinnare. Inga underarter finns listade.